# 구덕산
구덕산(九德山)은 부산광역시 서구 서대신동 서쪽에 있는 낙동정맥의 산이다. 사상구 학장동과 사하구 당리동의 경계에 솟아 있다. 부산의 등줄인 금정산맥의 말단부에 위치하고 있으며 북동쪽으로는 엄광산에, 남서쪽으로는 시약산에 이어져 있고 남동쪽 산록에서는 보수천이 발원한다.
구덕산의 산명은 근래에 붙여진 이름으로 ‘구{九)’나 ‘덕(德)’이 불교와 관계 깊은 글자이므로 불교계통에서 나온 이름인 듯하며, 여기에서 시작된 하천에도 구덕천, 보수천 등의 불교적인 이름이 붙은 듯하다. 또한 구덕산에는 구덕사라는 절이 있었다고 하니 이를 미루어 볼 만하다.
19세기말 경에 사병산이라고 하였음을 일본인들이 쓴 조선부호여록(朝鮮婦好余錄)의 기록으로 알 수 있으니 구덕산이라는 산명은 그 훨씬 뒤에 나온 것이다. 사병산이란 병풍처럼 둘러진 산이라는 데서 나온 이름인 듯하다.
전형적인 노년산지의 모습을 지니고 있으며, 짙은 산림과 깊은 계곡이 발달되어 있다. 보수천의 발원지인 동쪽 산록에는 부산 최초의 급수원인 구덕수원지가 자리 잡고 있으며, 풍치가 빼어나고 등산로 및 산책로로 크게 각광받고 있다. 또한, 최근에 조성된 구덕산 기슭의 구덕골청소년수련원은 지역주민들과 청소년들의 문화요람의 장으로 크게 각광을 받고 있어 산이 주는 그 넉넉한 품을 다시 한번 일깨우게 된다.
구덕산은 유명한 구덕터널과 구덕운동장이 있다.

## 같이 보기
- 한국의 산
- 아미산
- 구덕터널
- 구덕운동장